# マンド・ラモス
マンド・ラモス（Mando Ramos、1948年11月15日 - 2008年7月6日）は、アメリカ合衆国出身の元プロボクサー。カリフォルニア州ロングビーチ出身。元WBA・WBC世界ライト級統一王者。
早熟の天才として将来を有望視されたが、世界王者になると酒と麻薬に溺れてコンディションを崩し長期政権を築くことができなかった。

## 来歴
1965年11月17日、17歳でプロデビュー。デビュー以来17戦全勝を記録した。
1967年7月6日、無冠の帝王徐強一のアウトボクシングに苦しみ、10回判定負けでキャリア初黒星となった。
1967年10月5日、後に西城正三と2度に渡る死闘を繰り広げることとなるフェザー級の強豪フランキー・クロフォードにも10回判定負けを喫して大きな挫折を経験した。しかし翌1968年2月1日のリターンマッチでクロフォードに勝利し、前回の借りを返した。
1968年6月20日、当時のWBA・WBC世界ジュニアライト級王者小林弘にノンタイトル戦で大差の10回判定勝ち。
1968年9月27日、WBA・WBC世界ライト級王者カルロス・テオ・クルスに挑戦したが、15回判定負け。半年後の1969年2月18日、カルロス・テオ・クルスに再挑戦し11回TKO勝ち。20歳3か月で世界王者となった。
1969年10月4日、初防衛戦で沼田義明を6回KO勝ち。
1970年3月3日、2度目の初防衛戦でイスマエル・ラグナに翻弄され、9回TKO負けで王座陥落。その後、ラグナを破ってWBA・WBC世界ライト級王者となったケン・ブキャナンが前王者でWBA世界1位ラグナとの再戦を優先した為、WBC世界1位ペドロ・カラスコとの防衛戦を拒否したとWBCにみなされて、WBC王座は防衛戦を行わないまま剥奪された。
1971年11月5日、敵地スペインで空位となったWBC王座を巡ってペドロ・カラスコと対戦。この試合でカラスコから4度のダウンを奪うなど優勢に試合を進めたが、反則を取られて12回に失格をコールされてしまい、王座奪還に失敗。地元の主審が、ダウンを奪ったラモスの加撃をラビットパンチの反則とみなした為だった。議論を呼んだ裁定を問題視したWBCは、二人の再戦を認める。
1972年2月18日、ペドロ・カラスコと再戦し、僅差の15回判定勝ちを王座に返り咲いた。しかしながら、今回は判定の妥当性を巡り、異論が噴出しWBCは再び両者に再戦を促した。ラモスは3ヵ月後の6月28日、スペインでラバーマッチを行う。3度目の対決も僅差となり、またまた判定は2-1と割れたものの、辛うじてラモスが王座を死守した。
1972年9月15日、チャンゴ・カルモナに8回TKO負けで王座陥落。その後も勝ったり負けたりを繰り返しながらボクシングを続けたが、1975年10月29日、ウェイン・ビールに2回でノックアウトされると、二度とリングに上がることは無かった。まだ26歳の若さだった。
現役時代に稼いだ金はすべて使い果たし、アルコールとドラッグで体をボロボロにしたラモスは、引退するとすぐに更生施設に入り、中毒症状との闘いを余儀無くされる。1980年代に入ると、ラモスは自らの体験を活かし、生まれ故郷のロングビーチで、高校生たちを相手に、放蕩三昧の日々とアルコール，ドラッグの恐ろしさについて語り、節制とクリーン・ライフを説く活動に打ち込んだという。
1988年に、世界ボクシング殿堂（カリフォルニア州リバーサイド）に選出されている。
2008年7月6日、過去に患った薬物中毒などの影響により死去。59歳没。晩年は心臓を悪くして、ペースメーカーに頼らざるを得なくなっていた。

## 獲得タイトル
- WBA世界ライト級王座（防衛1度）
- WBC世界ライト級王座（1度目、2度目とも防衛1度）